# Джазмуриан
Джазмуриан (на персийски: هامون جازموریان) е обширна солончакова безотточна падина, в южните райони на пустинята Деще Лут, в южната част на Иранската планинска земя, на територията на Югозточен Иран. Разположена е между хребета Кухруд (съставна част на Средноиранските планини) на северозапад, платото Серхед (съставна част на Източноиранските планини) на изток и Белуджистанските планини на юг. Дължината ѝ от запад на изток е около 300 km, ширина до 140 km, а надморската височина около 360 m. Представлява плоска заблатена равнина с големи масиви от подвижни пясъци. През пролетта, по време на разлива на реките (Хелилруд, Бемпур и др.), в понижените части на падината се образува голямото (дължина до 50 km, ширина до 30 km), плитководно (20 – 30 см) и слабо солено езеро Джазмуриан. То е с изменчиви очертания и размери, а бреговете му по време на влажния сезон обрастват с тръстика.